# Amphoe Mae Lao

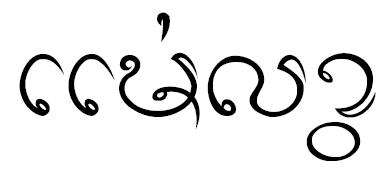
Mae Lao in Lan-Na-Schrift

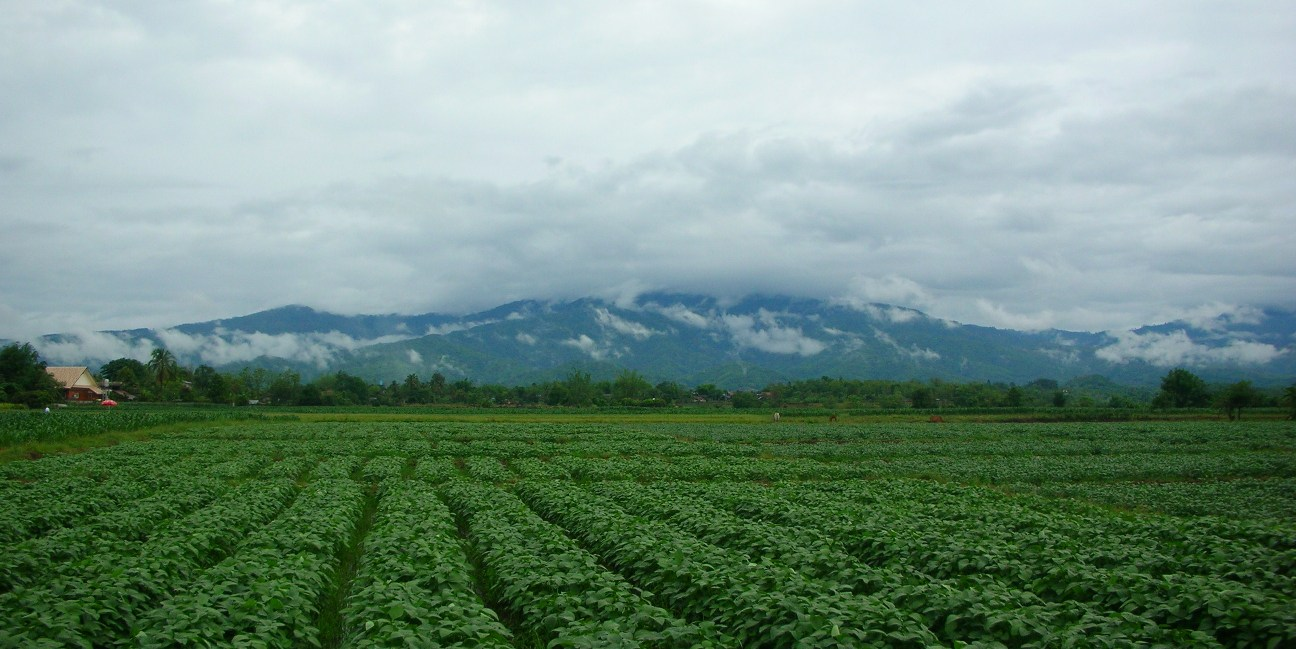
Feld in Chom Mok Kaeo, Amphoe Mae Lao, im Hintergrund die Khun-Tan-Bergkette

Amphoe Mae Lao (in Thai: อำเภอ แม่ลาว, Aussprache: ʔāmpʰɤ̄ː mɛ̂ː lāːw) ist ein Landkreis (Amphoe – Verwaltungs-Distrikt) der Provinz Chiang Rai. Die Provinz Chiang Rai liegt im äußersten Norden der Nordregion von Thailand.

## Geographie
Benachbarte Landkreise (von Norden im Uhrzeigersinn): die Amphoe Mueang Chiang Rai, Phan und Mae Suai der Provinz Chiang Rai.

## Geschichte
Der Kreis wurde am 31. Mai 1993 als „Zweigkreis“ (King Amphoe) gegründet, bestehend aus den vier Tambon Dong Mada, Chom Mok Kaeo, Bua Sali und Pa Ko Dam des Kreises Mueang Chiang Rai. Am 5. Dezember 1996 erhielt Pa Daet den vollen Amphoe-Status.

## Verwaltung

### Provinzverwaltung
Der Landkreis Mae Lao ist in fünf Tambon („Unterbezirke“ oder „Gemeinden“) eingeteilt, die sich weiter in 63 Muban („Dörfer“) unterteilen.
| Nr. | Name          | Thai       | Muban | Einw. |
| --- | ------------- | ---------- | ----- | ----- |
| 01. | Dong Mada     | ดงมะดะ     | 19    | 9.397 |
| 02. | Chom Mok Kaeo | จอมหมอกแก้ว | 11    | 6.105 |
| 03. | Bua Sali      | บัวสลี       | 12    | 4.382 |
| 04. | Pa Ko Dam     | ป่าก่อดำ     | 12    | 6.418 |
| 05. | Pong Phrae    | โป่งแพร่     | 09    | 4.523 |

### Lokalverwaltung
Es gibt drei Kommunen mit „Kleinstadt“-Status (Thesaban Tambon) im Landkreis:
- Dong Mada (Thai: เทศบาลตำบลดงมะดะ) bestehend aus Teilen des Tambon Dong Mada.
- Pa Ko Dam (Thai: เทศบาลตำบลป่าก่อดำ) bestehend aus den Teilen der Tambon Chom Mok Kaeo, Pa Ko Dam.
- Mae Lao (Thai: เทศบาลตำบลแม่ลาว) bestehend aus Teilen des Tambon Dong Mada.

Außerdem gibt es vier „Tambon-Verwaltungsorganisationen“ (องค์การบริหารส่วนตำบล – Tambon Administrative Organizations, TAO)
- Chom Mok Kaeo (Thai: องค์การบริหารส่วนตำบลจอมหมอกแก้ว) bestehend aus Teilen des Tambon Chom Mok Kaeo.
- Bua Sali (Thai: องค์การบริหารส่วนตำบลบัวสลี) bestehend aus dem kompletten Tambon Bua Sali.
- Pa Ko Dam (Thai: องค์การบริหารส่วนตำบลป่าก่อดำ) bestehend aus Teilen des Tambon Pa Ko Dam.
- Pong Phrae (Thai: องค์การบริหารส่วนตำบลโป่งแพร่) bestehend aus dem kompletten Tambon Pong Phrae.